# Карбыза
Карбыза́ — село в Муромцевском районе Омской области России, административный центр Карбызинского сельского поселения .
Население — 345 человек (2010).
Основано в 1840 году.

## География
Село расположено на северо-востоке Муромцевского района в пределах Васюганской равнины при слиянии рек Верхняя Тунгуска (правый приток Тары) и Карбыза.
Климат
Климат резко континентальный, со значительными перепадами температур зимой и летом, согласно классификации климатов Кёппена субарктический (Dfc). Многолетняя норма осадков — 451 мм. Наибольшее количество осадков выпадает в июле — 69 мм, наименьшее в феврале — 14 мм. Среднегодовая температура — 0,4 °C.

## История
Карбыза основана в 1840 году выходцами из Воскресенской волости Юхновского уезда Смоленской губернии в составе Бергамакской волости Тарского уезда. В 1851 году в деревню прибыли крестьяне из Калужской и Курской губерний, Курганского уезда Тобольской губернии, в 1853 году — вновь переселенцы из Смоленской губернии.
1 января 1869 года деревня вошла в состав образованной Мало-Красноярской волости.
В 1909 году в Карбызе имелись хлебный запасный магазин, винная и три мелочных лавки, кузница, два артельных маслодельных завода.
В 1921 году ликвидируется сельское общество и создается сельский совет.
24 сентября 1924 года деревня вместе с Мало-Красноярской волостью передана из Тарского уезда в Татарский Омской губернии.
25 мая 1925 года деревня вошла в образованный Мало-Красноярский район Барабинского округа Сибирского края.
В ноябре 1933 года Карбыза вошла в Муромцевский район. В 1930 году в Карбызе был организован колхоз «Гигант», а в 1934 году — колхоз «Новый путь». В кирпичном заводе при колхозе «Гигант» изготавливали кирпич. В том и другом колхозах работали кузнецы, веревочники, пимокаты и т. д. При колхозе «Гигант» имелась пекарня. В 1939 году был открыт роддом на 10 коек в связи со значительной удаленностью от райцентра. В декабре 1950 году в результате укрупнения хозяйств был образован колхоз им. Карла Маркса.

## Население
| 1868 | 1926  | 2010 |
| ---- | ----- | ---- |
| 380  | ↗1424 | ↘345 |